# Idlewild
Idlewild son una banda escocesa de rock alternativo formada en diciembre de 1995, por Roddy Woomble (Voces), Rod Jones (guitarra), Phil Scanlon (bajo) y Colin Newton (batería).
Su sonido, aunque obedeciendo las convenciones de la música independiente rock/punk británica , es única en que, a diferencia de sus contempóraneos, ha evolucionado a lo largo del tiempo, desde su muy fronterizo, más angular, ocasionalmente casi sonido post-hardcore mostrado en sus primeros trabajos, que una vez fue descrito como "el sonido de un vuelo de escaleras cayendo un vuelo de escaleras", hasta el dramático y melódico rock enseñado en sus últimos trabajos. Idlewild pueden verse como una verdadera banda independiente, de hecho, no pueden ser incluidos dentro de ninguna escena específica. Su sonido ha sido claramente influenciado por bandas como Fugazi, los primeros Pixies y más recientemente R.E.M..
Una parte del éxito de Idlewild puede atribuirse a la ferviente pasión por parte de Steve Lamacq en su programa de radio de la BBC1, llamado "Evening Session", por promocionar sus canciones. Steve ha declarado varias veces que Idlewild es una de sus bandas favoritas.
El 21 de noviembre de 2005, Idlewild anunció que tras ocho años y cuatro álbumes su salida del sello discográfico Parlophone/EMI. Parte del anuncio de la decía "La banda había concluido su contrato discográfico y parecía una buena ocasión para cambiar".

## Historia

### Los comienzos, 'Captain' y 'Hope Is Important' (1995-1998)
Idlewild, llamado así por un personaje del libro favorito en aquel tiempo de Roddy Woomble (voz) , Ana de las Tejas Verdes, se formó en diciembre de 1995 en Edimburgo, Escocia cuando Woomble, de 19 años, conoció a Colin Newton (batería) en una fiesta. Ambos descubrieron que tenían mucho en común, incluyendo gustos musicales parecidos (incluyendo Sonic Youth, Bob Dylan y R.E.M.) y coleccionar discos; al final de la noche, pensaron sobre hacer un grupo. Aquella noche les presentaron a Rod Jones (guitarra) y los tres mantuvieron el contacto posteriormente. Quedaban para escuchar música y empezar a escribir canciones juntos. Al necesitar un bajista, eligieron a Phil Scanlon porque se había comprado un bajo recientemente. Los cuatro empezaron a ensayar a finales de año en una habitación que ha sido descrita como "tan fría que las primeras canciones se escribieron con los guantes puestos".
Idlewild tocó por primera vez en concierto el 16 de enero de 1996, en el Subway Club de Edimburgo para un grupo de unos 30 amigos, quienes llevaron a otros muchos a más apariciones del grupo por la ciudad a lo largo de todo el año. En mayo de 1996, la banda, con unas 20 canciones compuestas, entró en los Split Level Studios para grabar "Home Alone", "Suicide" y "Paranoid". La cinta de la grabación proporcionó al grupo varios conciertos en toda Escocia, incluyendo la ciudad de Glasgow. La prensa local que escucharon la maqueta la evaluaron favorablemente. En octubre la banda grabó otras 3 canciones: "Self Healer", "Queen of the Troubled Teens", y "Faster", en los Chamber Studios, propiedad de Jamie Watson. Estas canciones ayudaron a crear revuelo alrededor de la banda cuando las lanzaron en un vinilo de 7".
Phil Scanlon decidió dejar la banda en febrero de 1997 para concentrarse en sus estudios. Desde que dejó a Idlewild, se ha convertido en un ingeniero químico bastante exitoso y actualmente reside en Detroit. Roddy Woomble poco tardó en preguntar a su amigo Bob Fairfoull si quería entrar como bajista. Fairfoull había estado en cada uno de los conciertos de Idlewild desde el verano boreal de 1996, y había impresionado a los demás con sus actuaciones acústicas en solitario de "spoken-word" así como su involucración en "Pussy Hoover" de Edimburgo. El debut de Bob con la banda tuvo lugar el 28 de febrero en el bar de Glasgow "Nice and Sleazy".
El sencillo debut de la banda "Queen of the Troubled Teens" fue publicado el 17 de marzo de 1997 y se construyó sobre la caótica reputación de sus conciertos. El DJ de Radio Scotland Peter Easton y el famoso locutor Steve Lamacq de la influyente Radio One se hicieron de forma casual con copias del mismo. Lamacq estaba particularmente impresionado con la canción "Self Healer" y preguntó, en antena, si alguien sabía algo sobre la banda, debían contactar con él. En el verano boreal de 1997 Idlewild dio sus primeros conciertos en Londres a los que acudieron los seguidores de Lamacq, y representantes de Deceptive Records. Las reseñas en ese momento, en páginas de NME y Melody Maker comparaban sus conciertos en directo con "un vuelo de escaleras cayendo un vuelo de escaleras". A la banda pronto se le pidió grabar un sencillo para Fierce Panda y grabar un EP/miniálbum con Deceptive Records. En octubre de 1997, la banda estuvo seis días con el productor Paul Tipler en los estudios River (situados en el sur de Londres). El resultado fue "Captain", que la banda describe como "un inocente y franco lingote de magia noise pop". Tras la publicación del sencillo "Chandelier/I want to be a writer", la banda firmó un contrato con Food Records/EMI en diciembre, porque a la banda le gustaba mucho Blur, que ya habían firmado con este sello. Tras la firma del contrato los miembros de la banda dejaron sus respectivos trabajos y las clases universitarias.
1998 fue el año en el que Idlewild se dio a conocer entre el gran público, año que empezó con la primera gira del grupo por el Reino Unido, siendo teloneros de Midget y el lanzamiento de Captain el 18 de enero, recibiendo buenas críticas en medios como NME, Melody Maker y Kerrang!. En febrero la banda volvió al estudio, de nuevo con Paul Tipler para grabar su primer LP para Food Records. Se lanzaron dos singles antes que el álbum, "A Film for the Future" (comparado con "Smells Like Teen Spirit" por un periodista) y "Everybody Says You're So Fragile". Ambos temas contribuyeron al crecimiento de la legión de seguidores junto con las apariciones en los festivales veraniegos. Octubre anunció la llegada de su álbum debut Hope Is Important que la banda ahora describe como "una grabación pop triste y confusa". Otros singles del álbum fueron, "I'm A Message" y el favorito de su público "When I Argue I See Shapes". Colaboraciones en las giras de Ash, Placebo y Manic Street Preachers siguieron al lanzamiento.

### '100 Broken Windows' (1999-2001)
Idlewild volvieron un tiempo a Edimburgo en 1999 para empezar a escribir nuevos temas, y adoptaron un nuevo método para la composición. La banda contrató los servicios del productor de Chicago Bob Weston durante un tiempo, grabando seis canciones con él en Londres. Estas canciones sonaban más agresivas y con un sonido más vacío que antes, quedando el grupo satisfecho con el resultado. Durante el verano, Idlewild fueron invitados a tocar a la ceremonia de apertura del Parlamento escocés en Edimburgo, un día histórico para la historia de Escocia. En este país se mantuvo el grupo durante un tiempo, dejando que el resto de cosas no influyeran en la composición y dejando a las canciones mostrar cómo eran ellos. Planeando una gran regreso, la banda retornó al estudio con el productor Dave Eringa y grabaron "Little Discourage" y "Roseability" en su primera sesión. Eufórica con los resultados, la banda continuó grabando lo que sería su segundo trabajo: 100 Broken Windows. La canción "Little Discourage" fue lanzada en septiembre y le reportó a Idlewild un buen número de seguidores y muchas más apariciones en las emisoras. Hope Is Important se lanzó en América, y para apoyarlo, la banda tocó unas cuantas fechas en la Costa Este. El resto del año se pasó remezclando los nuevos temas en Glasgow.
En marzo del siguiente año, publican el sencillo "Actually it's darkness" y se embarca en su mayor gira en Reino Unido hasta la fecha. Jemery Mills se une a la banda en la gira, tocando la guitarra y los teclados. Su sonido había evolucionado del simplista punk rock a un sonido más madura mezclando influencias de REM, Echo and the Bunnymen, y The Smiths. "100 Broken Windows" se convierte en disco de plata en Reino Unido y la banda se va de gira por Europa y Norteamérica. Se publican más singles del álbum en los que se incluyen "These Wooden Ideas" y "Roseability".
Cuando 2001 comienza, la banda entra en el estudio otra vez más, esta vez con el productor Stephen Street para grabar las canciones escritas en la segunda mitad de 2000. Estando felices con los resultado, la banda deja su próximo álbum a un lado para ir de gira por América. La revista americana de música Spin nombra a "100 Broken Windows" como el "álbum número uno que no escuchaste en 2000" y el álbum recibe otras buenas críticas en la prensa americana en su publicación en abril. Estando de gira por América, Allan Stewart sustituye a Jeremy como guitarrista de gira.

### The Remote Part (2001–2003)
Idlewild finalmente se fue a las tierras altas de Escocia y empezó el proceso de escritura y demos de lo que se convertiría en The Remote Part. Allan y Jeremy se unieron a la banda en una cabaña en Inchnadamph, Sutherland. Woomble empezó una amistad con el laureado poeta escocés Edwin Morgan que escribió algunas palabras para la banda. Estas finalmente se convirtieron en el final de la canción "Scottish Fiction", la canción con la que acaba el álbum. Lo restante del año se consumió con la grabación y mezcla del álbum en varios lugares con el productor Dave Eringa. Este período marcó el de mayor ausencia de la banda en un escenario.
La banda volvió a entrar en la mente del público en 2002 cuando el sencillo "You Held the World in Your Arms" se convirtió en un 'A-listed' en Radio One y entró en la lista de singles británica en el número 9, marcando el mayor hit de la banda hasta la fecha. Una gira por Reino Unido con Ikara Colt como telorenos y se publicó un segundo sencillo "American English". Finalmente, salió a la venta "The Remote Part" y entró en la lista de álbumes en el número tres. El álbum se consideró como el mejor por muchos, siendo un disco de considerable profundidad y también como uno de los más melódicos del año. Se convirtió en disco de oro en Reino Unido y su tercer sencillo "Live in a Hiding Place" se publicó cuando la banda se embarcó en una gira europea de cuatro meses en septiembre, que incluía fechas como teloneros de Coldplay.
El 29 de septiembre se convirtió en una fecha importante en la historia de la banda cuando Bob Fairfoull dejó la banda, tras un concierto en Ámsterdam. Fairfoull se había encontrado bastante distante de la banda en el pasado año y su tiempo en Idlewild había corrido su camino. La banda y Fairfoull quedan como amigos hasta ahora, y Bob toca la guitarra con una banda localizada en Edimburgo llamada Degrassi. Gavin Fox, un viejo amigo irlandés, se unió y un quinto miembro se adhirió también, Allan Stewart, que se convirtió en miembro permanente tras años como guitarrista de directo. Mientras Fox aprendía las partes del bajo en Dublín, el técnico y amigo Alex Grant tocó para ayudar a la banda.
2002 se convirtió en el año más exitoso hasta ahora, con el álbum The Remote Part en muchas listas de lo "mejor del año" y el Sunday Herald escocés nombró a Idlewild como "Banda del año".
Con Gavin y Allan oficialmente en el barco, la nueva versión de Idlewild pasó enero del siguiente año escribiendo canciones y tocando en un viejo faro a las afueras de Edimburgo. El último sencillo de The Remote Part, "A Modern Way of Letting Go", presentó a la nueva formación en Reino Unido vía varias apariciones televisivas y otra pequeña giro por Gran Bretaña e Irlanda.
"The Remote Part" recibió su publicación en América en marzo y la banda se embarcó en una gira trascontinental de nueve semanas como cabeza de cartel tocando sus conciertos más grandes en Nueva York y Los Ángeles. La banda volvió a América en mayo bajo petición de Pearl Jam, que pidió a la banda que abrieran una rama de la gira mundial de "Riot Act". Estos son los mayores sitios donde Idlewild ha tocado, y se hicieron amigos de Pearl Jam, incluso tocando con el ellos en el escenario en la última noche en Chicago.

### Warning/Promises (2003-2005)
Posteriormente, la banda volvió a Escocia a reflexionar sobre el año, y pronto se dirigió a una casa en Glenelg en la campiña escocesa para comenzar a trabajar en canciones para el siguiente álbum. La composición continuó de manera intermitente hasta diciembre (parado solamente por el concierto de septiembre junto a Rolling Stones en Glasgow).
Cuando empezó 2004, Idlewild estuvo los cuatro primeros meses del año escribiendo y desarrollando las nuevas canciones en la campiña escocesa y en el piso de Roddy en Londres. Las canciones tenían un sentimiento diferente para la banda y decidieron comenzar el disco de nuevo, eligiendo al productor americano Tony Hoffer. El grupo se dirigió hasta Los Ángeles a finales de mayo y estuvo los siguientes tres meses grabando y mezclando las nuevas canciones. Esto marcó la primera vez que Idlewild había grabado un álbum de una sola vez.
El álbum se finalizó en octubre de 2004 en Nueva York con el mezclador Michael Brauer. Roddy alquiló una habitación en Lower East Side y estuvo allí el resto del año, escuchando el álbum que habían compuesto. 2004 se convirtió en el primer año de existencia de la banda donde casi completamente estuvieron escribiendo y grabando un álbum. A finales del año, se decidió titular Warnings/Promises.
2005 comenzó con una serie de directos acústicos en Reino Unido. El primer sencillo de Warnings/Promises, titulado "Love Steals Us from Loneliness", apareció en febrero y se convirtió en el cuarto sencillo de Idlewild en entrar en el Top 20 británico. El álbum se publicó dos semanas después y debutó en el Top Ten británico. Warnings/Promises recibió principalmente críticas positivas; sin embargo, algunos críticos y fanes mostraron su profunda desaprobación con la nueva dirección tomada por la banda, más silenciosa y reflexiva.
En Reino Unido, la banda se embarcó en una extensa gira, cambiando la lista de canciones cada noche y revisitando canciones de todos sus álbumes. En verano, Idlewild tocó en un número de festivales y abrió conciertos para U2, REM y los Pixies. El año acabó con un concierto de Navidad en la "casa espiritual" de la banda, la sala de Glasgow, Barrowlands.
Tras un año muy ocupado, la banda anunció en noviembre de 2005 que se separaba de su compañía discográfica Parlophone tras finalizar su contrato de ocho años, dejándolos sin un contrato. Sin embargo, a pesar de los rumores de separación, la banda afirmó que estaban ansiosos por el futuro próximo.
Tras su concierto en Glasgow Barrowlands de diciembre de 2005, Gavin Fox dejó la banda y se reemplazó por el antiguo bajista de Astrid Gareth Russell.

### Make Another World (2006-presente)
Idlewild se puso a trabajar en un amplio número de canciones, que se grabaron con el productor de 100 Broken Windows y The Remote Part, Dave Eringa. Al contrario de crear un doble álbum con canciones más duras y otras más lentas, Roddy Woomble grabó un álbum con material de música folk bajo su propio nombre titulado, My Secret Is My Silence, que se publicó el 24 de julio de 2006; mientras que Idlewild grababa material más roquero. Sin embargo, aunque el estilo punk de Captain no se debería considerar. El material en solitario de Roddy fue escrito junto con el guitarrista Rod Jones, su amigo Michael Angus y la cantante folk Karine Polwart, y producido por el músico folk John McCusker. Woomble tocó junto con el aclamado Polwart en tres canciones en el festival Celtic Connections en Glasgow en enero de 2006 y estuvo de gira los meses de julio y agosto del mismo año.
En julio de 2006, se anunció que Idlewild ficharía por la compañía discográfica Sequel Records muy importante en los años 1960, que se reactivó gracias al grupo musical Sanctuary.
También ha sido anunciado de forma no oficial que su antigua compañía de disco publicará un DVD llamado Ten More Years of This que incluirá caras b, actuaciones en concierto, entrevistas, vídeos musicales y otras formas de comunicación sobre la banda. Un documental basado en la creación del nuevo disco de Idlewild será mostrado por Channel 4 de Reino Unido.
El álbum Make Another World se publicó el 5 de marzo de 2007.
Más tarde en otoño de ese mismo año, el grupo editaría un álbum recopilatorio, lo que apuntaba a la desintegración de la banda. Estos rumores han sido liquidados por la propia banda en un comunicado realizado en su blog del MySpace.
El comunicado del quinteto, tras lanzar el recopilatorio con sus mejores éxitos llamado Scottish Fiction, dicta lo siguiente: “Los fans de Idlewild han hablado mucho y han estado preocupados por su situación después de que hayan sacado un ‘grandes éxitos’ y anunciaran este tour. La realidad es que ninguno de los 5 integrantes hace otra cosa que escribir canciones juntos y mejorarlas. Nuestras grabaciones podrían no vender tantas copias como nosotros quisiéramos, pero creemos que es porque no son tan buenas”. Pero la mejor noticia estaba por llegar…
Y es que resulta que grabarán un séptimo álbum: “Yo creo que ahora estamos haciéndolo mejor cada uno de nosotros, y escribiendo canciones más interesantes. Nosotros no tenemos intención de separarnos, al contrario. Tocaremos en Edimburgo y Hogmanay en diciembre, y después nos pondremos a trabajar en el séptimo álbum“, comentaba Roddy Woomble.
Post Electric Blues fue el nombre elegido para su sexto álbum de estudio, que fue puesto a la venta el 5 de octubre de 2009.

## Formación

### Actual
- Roody Woomble, voz (1995-presente).
- Rod Jones, guitarra principal y piano (1995-presente).
- Colin Newton, batería (1995-presente).
- Allan Stewart, guitarra secundaria (2001-presente).
- Gareth Russell, bajo (2006-presente).

### Antiguos miembros
- Gavin Fox, bajo (2003-2005).
- Alex Grant, bajo (2002).
- Bob Fairfoull, bajo (1997-2002).
- Phil Scanlon, bajo (1995-1997).

## Discografía

### Álbumes
- 1998: Captain (miniálbum).
- 1998: Hope Is Important.
- 2000: 100 Broken Windows.
- 2002: The Remote Part.
- 2005: Warnings/Promises.
- 2007: Make Another World.
- 2007: Scottish Fiction, Best of 1995-2007 (recopilatorio).
- 2009: Post Electric Blues..
- 2015: Everything Ever Written.[3]
- 2019: Interview music.

### Sencillos
- 1997: "Queen of the Troubled Teens".
- 1997: "Chandelier".
- 1999: "When I Argue I See Shapes".
- 1999: "Little Discourage".
- 2000: "Actually It's Darkness".
- 2000: "These Wooden Ideas".
- 2000: "Roseability".
- 2002: "You Held the World in Your Arms".
- 2002: "American English".
- 2002: "Live in a Hiding Plac2e.
- 2003: "A Modern Way of Letting Go".
- 2005: "Love Steals Us From Loneliness".
- 2005: "I Understand It".
- 2005: "El Capitán".
- 2019: "Dream variations".